# Concorso di magliette bagnate

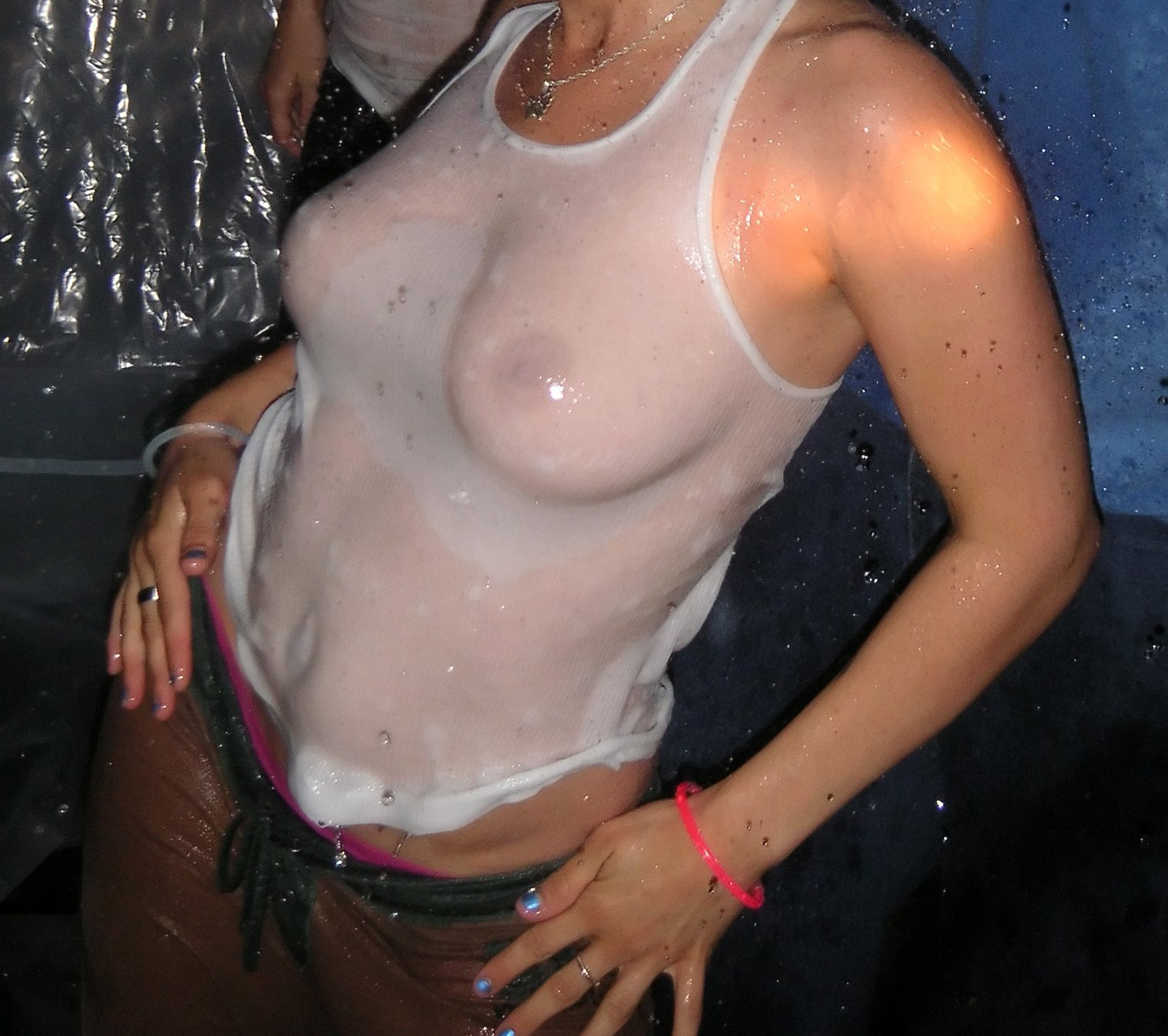
Una partecipante al concorso (che indossa una canottiera)

Il concorso di magliette bagnate è una competizione di bellezza/erotismo femminile le cui partecipanti indossano generalmente una T-shirt (bianca o con colori chiari) senza reggiseno. 

## Svolgimento
Sulle concorrenti viene versata acqua per generare una semi-trasparenza negli indumenti e mostrare sensualmente le forme. L'acqua utilizzata è a bassa temperatura, così da causare l'indurimento dei capezzoli e rendere il concorso più attraente per gli spettatori. Talvolta, le concorrenti si spogliano del già ridotto vestiario, mostrandosi in topless o completamente nude.
Il concorso di magliette bagnate è una forma di striptease o di danza erotica. Lo scopo principale delle esibizioni è attrarre pubblico giocando sull'eccitazione sessuale. In alcune occasioni le concorrenti si denudano o si producono in movenze di ispirazione lesbica. Analogamente, esiste la controparte maschile di tale competizione, in cui però al posto delle magliette si bagnano i boxer.

## Origine del termine
L'origine dei concorsi di magliette bagnate viene fatta risalire al film del 1977 The Deep (in italiano Abissi), in cui la protagonista, interpretata da Jacqueline Bisset, appare inizialmente con una T-shirt bianca bagnata, dopo aver nuotato in mare ed esser salita su una barca.